# Nathalie Boltt
Nathalie Boltt (Johannesburg, 19 luglio 1973) è un'attrice, regista e sceneggiatrice sudafricana, nota per il ruolo di Penelope Blossom nella serie TV Riverdale.

## Filmografia

### Attrice

#### Cinema
- Red Water - Terrore sott'acqua (Red Water), regia di Charles Robert Carner (2003)
- Uragano (Flood), regia di Tony Mitchell (2007)
- Route 30, regia di John Putch (2007)
- Doomsday - Il giorno del giudizio (Doomsday), regia di Neil Marshall (2008)
- District 9, regia di Neill Blomkamp (2009)
- Nights in the Gardens of Spain, regia di Katie Wolfe (2010)
- The Cure, regia di David Gould (2014)
- Route 30 Three!, regia di John Putch (2014)
- Le ultime 24 ore (24 Hours to Live), regia di Brian Smrz (2017)
- Demonic, regia di Neill Blomkamp (2021)

#### Televisione
- Isdingo - serie TV (1998)
- Der weisse Afrikaner - serie TV (2004)
- Poseidon - Il pericolo è già a bordo (The Poseidon Adventure), regia di John Putch – film TV (2005)
- Il triangolo delle Bermude (The Triangle) - miniserie TV (2005)
- Coup!, regia di Simon Cellan Jones - film TV (2006)
- Power Rangers Operation Overdrive - serie TV, episodio 1x15 (2007)
- Ella Blue - miniserie TV (2008)
- L'ispettore Gently (George Gently) - serie TV, episodio 1x02 (2008)
- The Cult - serie TV, 3 episodi (2009)
- Bloodlines - serie TV (2010)
- Siege, regia di Mike Smith - film TV (2012)
- War News - serie TV (2013)
- Passion in Paradise - serie TV, 2 episodi (2014)
- Step Dave - serie TV, 4 episodi (2014-2015)
- Dropped Pie - miniserie TV (2015)
- When We Go to War - miniserie TV, 6 episodi (2015)
- Bombshell, regia di Riccardo Pellizzeri - film TV (2016)
- 800 Words – serie TV, 5 episodi (2016–2017)
- Riverdale – serie TV, 57 episodi (2017–in corso)
- Origin – serie TV, episodio 1x04 (2018)
- Happy Together – serie TV, episodio 1x09 (2018)
- Le terrificanti avventure di Sabrina (Chilling Adventures of Sabrina) – serie TV, episodio 3x01 (2020)
- The Astronauts - serie TV, 10 episodi (2020-2021)
- Mystery 101 - serie TV, episodio 1x03 (2021)
- The Secrets of Bella Vista, regia di Heather Hawthorn Doyle - film TV (2022)

#### Cortometraggi
- The Silk, regia di Nathalie Bolt e Clare Burgess (2012)
- Food for Thought, regia di Pat Robins (2015)
- Watershed, regia di Maxime Beauchamp (2020)

### Doppiatrice
- The Wotwots - serie TV, 40 episodi (2010)

### Regista
- The Silk - cortometraggio (2012)
- Vajazzle - cortometraggio (2015)
- Dropped Pie - miniserie TV (2015)
- Riverdale - serie TV, episodio 5x17 (2021)
- A.T.A.C.K. - cortometraggio (2022)

### Sceneggiatrice
- The Silk - cortometraggio (2012)
- Vajazzle - cortometraggio (2015)
- Dropped Pie - miniserie TV (2015)
- A.T.A.C.K. - cortometraggio (2022)

### Produttrice
- The Silk - cortometraggio (2012)
- Vajazzle - cortometraggio (2015)
- Dropped Pie - miniserie TV (2015)
- Riverdale - serie TV, episodio 5x17 (2021)
- A.T.A.C.K. - cortometraggio (2022)